# Aphantaulax univittata
Aphantaulax univittata är en spindelart som beskrevs av Tamerlan Thorell 1897. Aphantaulax univittata ingår i släktet Aphantaulax och familjen plattbuksspindlar.
Artens utbredningsområde är Myanmar. Inga underarter finns listade i Catalogue of Life.